# Brunst (Leutershausen)

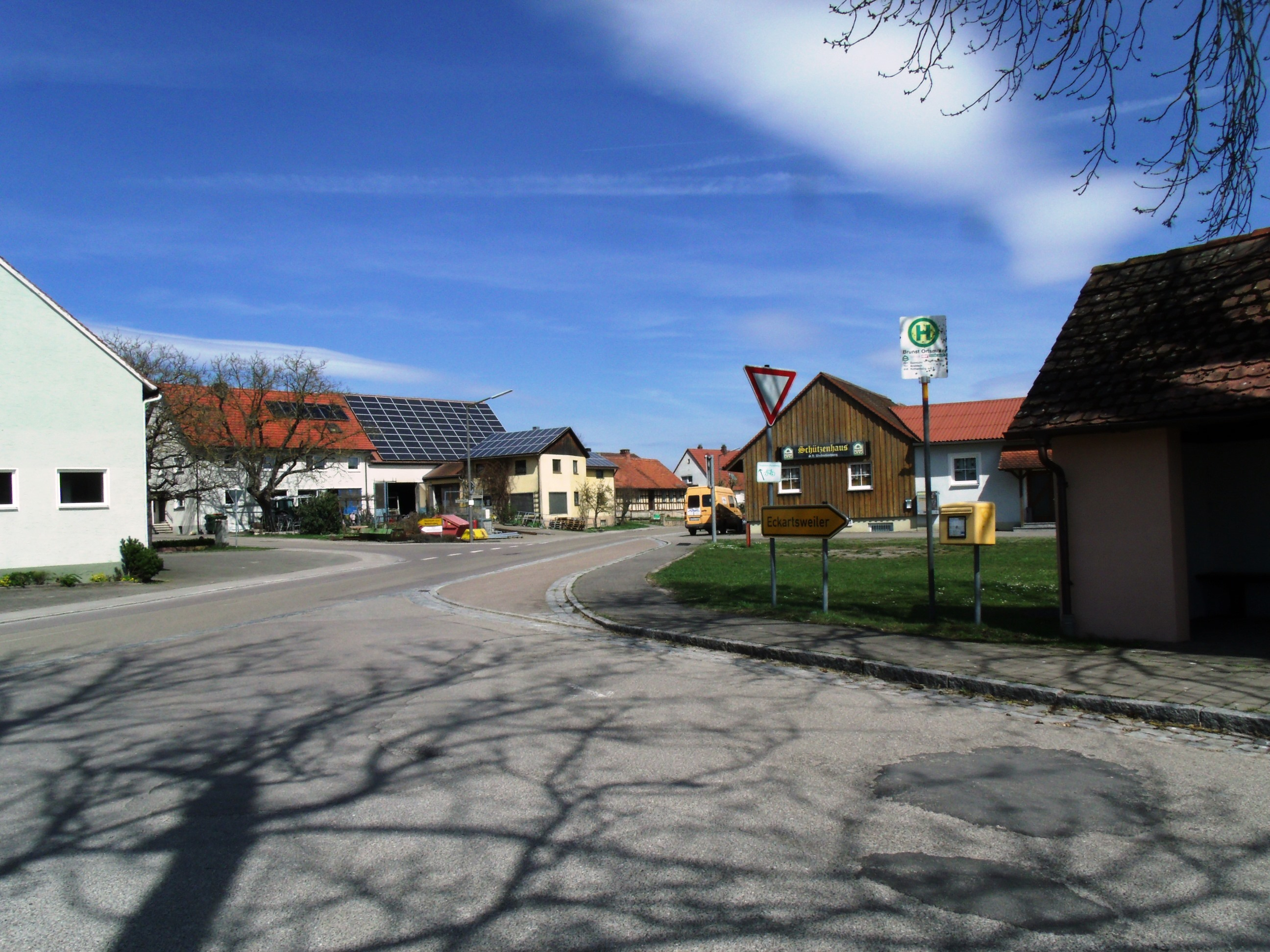
Brunst, Ortsmitte

Brunst ([bʁʊnst] ⓘ) ist ein Gemeindeteil der Stadt Leutershausen im Landkreis Ansbach (Mittelfranken, Bayern). Die Gemarkung Brunst hat eine Fläche von 4,179 km². Sie ist in 366 Flurstücke aufgeteilt, die eine durchschnittliche Fläche von 11.418,29 m² haben. In ihr liegen neben dem namensgebenden Ort die Gemeindeteile Hetzweiler und Weißenkirchberg.

## Geographie
Das Dorf Brunst bildet mit Weißenkirchberg und Hetzweiler eine geschlossene Siedlung. Unmittelbar südlich des Ortes fließt der Bermuthgraben, ein linker Zufluss des Hörleinsgrabens, der wiederum ein rechter Zufluss des dort noch Erlacher Bach genannten Großen Aurachbachs ist.
Die Kreisstraße AN 4 führt nach Kloster Sulz (2,5 km westlich) bzw. nach Erlbach (3,5 km nordöstlich). Die Kreisstraße AN 34 führt nach Weißenkirchberg (0,3 km nordwestlich). Eine Gemeindeverbindungsstraße führt nach Eckartsweiler (0,8 km südöstlich).

## Ortsnamendeutung
„Brunst“ ist ein Verbalabstrakt zu dem Verbum „brennen“ und bedeutet, dass die Siedlung und ihre Flur durch eine Brandrodung entstanden ist.

## Geschichte
In mittelalterlichen Urkunden verweisen Brunst und Weißenkirchberg auf denselben Ort. Im Jahre 1222 wurde erstmals ein Leutpriester in Brunst erwähnt.
Ein Anwesen in Brunst brachte der ansbachische Gumbertus-Chorherr Meister Peter von Berg 1440 in seine Mess-Stiftung ein, die nach der Reformation in eine Stiftung zur Armenpflege („Landpflege“) umgewandelt wurde. Gemäß dem 16-Punkte-Bericht des brandenburg-ansbachischen Amtes Brunst von 1608 bildete Brunst mit Hetzweiler eine Gemeinde bestehend aus 17 Mannschaften (=Untertanenfamilien), von denen neun grundherrschaftlich dem Deutschordenskommende Nürnberg, zwei dem Heiligen (Kirchenpflege) zu Brunst, zwei dem Klosteramt Sulz und vier dem hohenlohischen Amt Schillingsfürst gehörten. Die Dorf- und Gemeindeherrschaft übte das Richteramt Leutershausen, d. h. der jeweilige Stadtvogt aus; diesem unterstanden niedergerichtlich auch die Untertanen des Deutschen Ordens. Nach dem Dreißigjährigen Krieg (1618–1648) wurde das schwer heimgesuchte Land um Leutershausen von protestantischen Glaubensflüchtlingen aus Österreich mitaufgebaut, die sich insbesondere in Brunst niederließen. Für 1681 liegt ein 16-Punkte-Bericht des Amtes Leutershausen vor; darin heißt es ergänzend zu dem Bericht von 1608, dass Wirtshaus und Bräustätt dem Klosteramt Sulz gehören und die Gemeinde (Brunst und Hetzweiler) ein Hirtenhaus haben. 1734 zählte der Ort 20 Untertanen: Vier gehörten dem Hause Hohenlohe, sechs waren brandenburg-ansbachisch, zehn waren Deutsch-Ordensbesitz.
Gegen Ende des Alten Reiches gab es 22 Anwesen. Grundherren waren
- das Fürstentum Ansbach (18 Anwesen):
  - Kastenamt Colmberg (1 Söldengut, 3 Söldengütlein),
  - Klosterverwalteramt Sulz (1 Dreiviertelhof, 1 Tafernwirtschaft),
  - Amt Brunst: (Abgaben an Pfarrei Weißenkirchberg: 6 Köblergüter, 1 Köblergut mit Wirts- und Brauereigerechtigkeit, 2 Söldengütlein; Abgaben an Kirchenpflege Weißenkirchberg: 1 Köblergut, 1 Söldengut, 1 Söldengütlein),
- das Amt Schillingsfürst des Hauses Hohenlohe-Schillingsfürst (1 Dreiviertelhof, 1 Halbhof, 1 Söldengut, 1 Söldengütlein mit Schmiede)

Außerdem gab es noch kirchliche Gebäude (Pfarrkirche, Pfarrhaus) und kommunale Gebäude (Schulhaus, Hirtenhaus). Von 1797 bis 1808 unterstand der Ort dem Justizamt Leutershausen und Kammeramt Colmberg.
Im Jahre 1806 kam Brunst an das neue Königreich Bayern. 1808 wurde im Rahmen des Gemeindeedikts der Steuerdistrikt Brunst gebildet, zu dem Eckartsweiler, Eichholz, Erlach, Gutenhard, Hetzweiler, Schwand, Steinberg, Weihersmühle und Weißenkirchberg gehörten. 1810 entstand die Ruralgemeinde Brunst, zu der Eckartsweiler, Eichholz, Hetzweiler und Weißenkirchberg gehörten. Mit dem Zweiten Gemeindeedikt (1818) wurden zwei Ruralgemeinden gebildet:
- Ruralgemeinde Brunst mit Hetzweiler und Weißenkirchberg;
- Ruralgemeinde Eckartsweiler mit Eichholz.[19]

Die Gemeinde Brunst war in Verwaltung und Gerichtsbarkeit dem Landgericht Leutershausen zugeordnet und in der Finanzverwaltung dem Rentamt Colmberg. Ab 1858 gehörte Brunst zum Landgericht Schillingsfürst und ab 1862 zum Bezirksamt Rothenburg ob der Tauber (1939 in Landkreis Rothenburg ob der Tauber umbenannt). Die Gerichtsbarkeit blieb beim Landgericht Schillingsfürst (1879 in das Amtsgericht Schillingsfürst umgewandelt), von 1927 bis 1973 war das Amtsgericht Rothenburg ob der Tauber zuständig, das seit 1973 eine Zweigstelle des Amtsgerichts Ansbach ist. Die Finanzverwaltung wurde 1858 vom Rentamt Rothenburg ob der Tauber übernommen (1919 in Finanzamt Rothenburg ob der Tauber umbenannt, seit 1973 Zweigstelle des Finanzamts Ansbach). Die Gemeinde hatte 1964 eine Gebietsfläche von 4,239 km².
Im Zuge der Gebietsreform in Bayern wurde die Gemeinde Brunst am 1. Mai 1978 in die Stadt Leutershausen eingemeindet.

### Bodendenkmäler
In der Gemarkung Brunst gibt es zwei Bodendenkmäler.

### Einwohnerentwicklung
Gemeinde Brunst
| Jahr      | 1818   | 1840   | 1852   | 1855   | 1861   | 1867   | 1871   | 1875   | 1880   | 1885   | 1890   | 1895   | 1900   | 1905   | 1910   | 1919   | 1925   | 1933   | 1939   | 1946   | 1950   | 1952   | 1961   | 1970   |
| Einwohner | 212    | 244    | 257    | 251    | 244    | 242    | 248    | 225    | 255    | 280    | 266    | 255    | 265    | 243    | 247    | 257    | 242    | 224    | 200    | 308    | 339    | 296    | 229    | 213    |
| Häuser    | 44     | 45     |        |        |        |        | 46     |        |        | 48     | 50     |        | 50     |        |        |        | 48     |        |        |        | 47     |        | 50     |        |
| Quelle    | [ 26 ] | [ 27 ] | [ 28 ] | [ 28 ] | [ 29 ] | [ 30 ] | [ 31 ] | [ 32 ] | [ 33 ] | [ 34 ] | [ 35 ] | [ 28 ] | [ 36 ] | [ 28 ] | [ 37 ] | [ 28 ] | [ 38 ] | [ 28 ] | [ 28 ] | [ 28 ] | [ 39 ] | [ 28 ] | [ 20 ] | [ 40 ] |

Ort Brunst
| Jahr      | 001818 | 001840 | 001861 | 001871 | 001885 | 001900 | 001925 | 001950 | 001961 | 001970 | 001987 |
| Einwohner | *135   | *152   | *151   | 135    | 142    | 129    | 118    | 194    | 109    | 104    | 126    |
| Häuser    | *28    | *29    |        |        | 26     | 25     | 26     | 27     | 32     |        | 31     |
| Quelle    | [ 26 ] | [ 27 ] | [ 29 ] | [ 31 ] | [ 34 ] | [ 36 ] | [ 38 ] | [ 39 ] | [ 20 ] | [ 40 ] | [ 1 ]  |

## „Die Brunst/Brünst“
Das große Waldgebiet zwischen Leutershausen und Kloster Sulz wurde seit dem Mittelalter stellenweise gerodet. Die in den Rodungsgebieten angelegten 22 Weiler werden zusammen „die Brunst“ oder „die Brünst“ genannt. Es sind dies gemäß einer Auflistung von 1830 Weißenkirchberg, Brunst als der Hauptort der Brunst, „Eckhardsweiler“, Eichholz, Röttenbach, Aurach, Kleinaurach (= Eyerlohe), Warberg (= Wahrberg, heute Ortsteil von Aurach), Neunstetten, Unterdombach (= Niederdombach), „die weiße Mühl“, Büchelberg, Sachsen bei Leutershausen, Erlbach, Erlach, Gutenhard, Steinberg, Schwandt (= Schwand), Neureuth, Altengreuth, Schorndorf und die „Weihersmühl“. Die Brünst war für ihre gute Rinderviehzucht bekannt; ihre Dörfer galten als reich.

## Religion
Der Ort ist seit der Reformation evangelisch-lutherisch geprägt und bis heute nach St. Wenzeslaus (Weißenkirchberg) gepfarrt. Die Einwohner römisch-katholischer Konfession sind nach Kreuzerhöhung (Schillingsfürst) gepfarrt.

## Vereine
- Freiwillige Feuerwehr Brunst
- Heimatverein Brunst e. V. (gegründet 2014)[43]
- Schützenverein Weißenkirchberg e. V. (gegründet 1954)